# Okręg Drezno
Okręg Drezno (niem. Bezirk Dresden) – okręg administracyjny w dawnej Niemieckiej Republice Demokratycznej.

## Geografia
Okręg położony w południowo-wschodniej części NRD. Od wschodu poprzez Nysę graniczył z PRL.

### Podział
- Drezno
- Görlitz
- Powiat Bautzen
- Powiat Bischofswerda
- Powiat Dippoldiswalde
- Powiat Drezno
- Powiat Freital
- Powiat Görlitz
- Powiat Großenhain
- Powiat Kamenz
- Powiat Löbau
- Powiat Miśnia
- Powiat Niesky
- Powiat Pirna
- Powiat Riesa
- Powiat Sebnitz
- Powiat Zittau

## Polityka

### Przewodniczący rady okręgu
- 1952–1958 Rudi Jahn (1906–1990)
- 1958–1961 Walter Weidauer (1899–1986)
- 1961–1963 Günter Witteck (1928-)
- 1963–1982 Manfred Scheler (1929-)
- 1982–1990 Günter Witteck (1928-)
- 1990 Michael Kunze (1944-)
- 1990 Siegfried Ballschuh (Regierungsbevollmächtigter)

### I sekretarzSEDokręgu
- 1952–1957 Hans Riesner (1902–1976)
- 1957–1960 Fritz Reuter (1911-2000)
- 1960–1973 Werner Krolikowski (1928-2016)
- 1973–1989 Hans Modrow (1928-2023)
- 1989–1990 Hans-Joachim Hahn (1934-)